# .bo
.bo — в Інтернеті, національний домен верхнього рівня (ccTLD) для Болівії.

## Домени 2-го та 3-го рівнів
В цьому національному домені нараховується близько 1,530,000 [Архівовано 11 квітня 2022 у Wayback Machine.] вебсторінок (станом на січень 2009 року).
У наш час використовуються та приймають реєстрації доменів 3-го рівня наступні доменні суфікси (відповідно, існують такі домени 2-го рівня):
| Суфікс  | Регламентовані користувачі                                            |
| ------- | --------------------------------------------------------------------- |
| .com.bo | Комерційні установи, корпорації                                       |
| .edu.bo | Наукові та дослідницькі установи, коледжі, університети або інститути |
| .gob.bo | Державні та урядові установи                                          |
| .gov.bo | Державні та урядові установи                                          |
| .int.bo | Міжнародні організації                                                |
| .mil.bo | Військові організації                                                 |
| .net.bo | Провайдери, організації, пов'язані з мережами                         |
| .org.bo | Неприбуткові, неурядові організації                                   |
| .web.bo | Вебмайданчики                                                         |